# تجارب الأداء

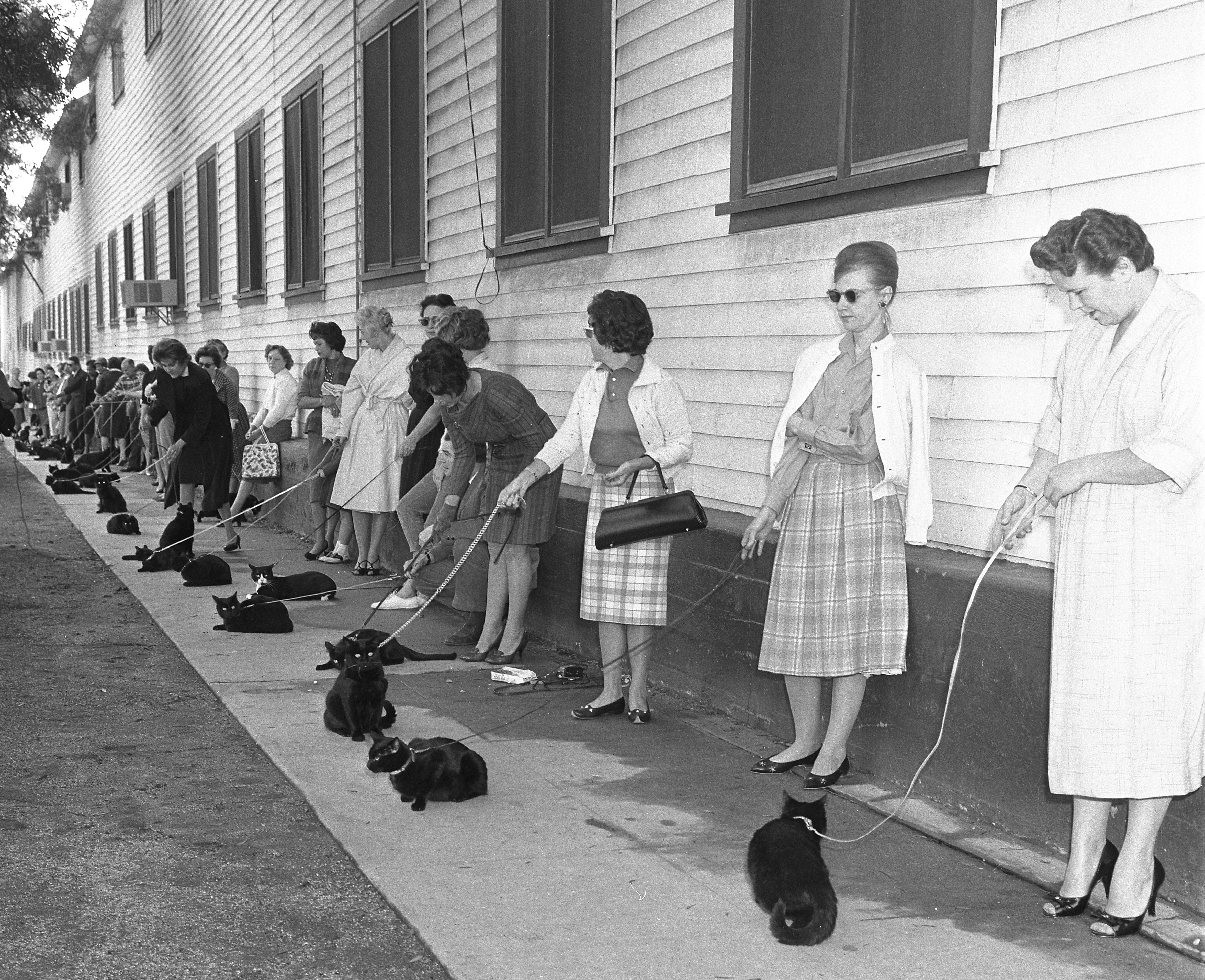

تعد تجارب الأداء في مجال الفنون الأدائية مثل المسرح أو السينما أو التليفزيون مرحلة ما قبل الإنتاج التي تسمح باختيار فريق الممثلين أوالراقصين أوالمغنيين أوالفنيين وغير ذلك. لإنتاج العمل المسرحي أو السينمائي.